# Rancamaya (Bogor Selatan)
Rancamaya is een bestuurslaag in het regentschap Kota Bogor van de provincie West-Java, Indonesië. Rancamaya telt 6206 inwoners (volkstelling 2010).